# Championnats d'Europe de trampoline 1971
Navigation
Édition précédente Édition suivante
Les championnats d'Europe de trampoline 1971, deuxième édition des championnats d'Europe de trampoline, ont eu lieu en 1971 à Gand, en Belgique.

## Podiums
| Épreuves              | Or                                                    | Argent                                  | Bronze                                             |
| --------------------- | ----------------------------------------------------- | --------------------------------------- | -------------------------------------------------- |
| Hommes                |                                                       |                                         |                                                    |
| Trampoline individuel | Paul Luxon                                            | Heinz Scholze                           | Günter Scholze                                     |
| Synchro               | Allemagne de l'Ouest Willi Heist Karl-Heinz Ubelacher | Suisse Urs Baechler Roland Otzenberger  | Pays-Bas Hil Van Diermen Henrie Zoetbrood          |
| Femmes                |                                                       |                                         |                                                    |
| Trampoline individuel | Margaret Duell                                        | Ute Luxon-Czech                         | Karin Dinkler                                      |
| Synchro               | Allemagne de l'Ouest Karin Dinkler Petra Stephan      | Pays-Bas Nancy Spaargaren Lenie Dromers | Allemagne de l'Ouest Petra Klesko Iris Hagelstange |

## Tableau des médailles
| Rang | Nation               | Or | Argent | Bronze | Total |
| ---- | -------------------- | -- | ------ | ------ | ----- |
| 1    | Allemagne de l'Ouest | 3  | 2      | 3      | 8     |
| 2    | Royaume-Uni          | 1  | 0      | 0      | 1     |
| 3    | Pays-Bas             | 0  | 1      | 1      | 2     |
| 4    | Suisse               | 0  | 1      | 0      | 1     |